# 本娥·菲特里亚尼·罗马迪尼
本娥·菲特里亚尼·罗马迪尼（1997年1月11日—），印尼女子羽毛球運動員。

## 簡歷
2016年12月，本娥·菲特里亚尼·罗马迪尼出戰印度羽毛球國際挑戰賽，與法赫里萨·阿比曼尤合作贏得混合雙打比賽冠軍。

## 主要比賽成績
只列出曾進入準決賽的國際賽事成績：
| 年份   | 賽事                       | 公開賽級別 | 項目     | 搭檔                | 成績   |
| ------ | -------------------------- | ---------- | -------- | ------------------- | ------ |
| 2016年 | 印度羽毛球國際挑戰賽       | 國際挑戰賽 | 混合雙打 | 法赫里萨·阿比曼尤   | 冠軍   |
| 2018年 | 印尼邦加勿里洞羽毛球大師賽 | 超級100賽  | 混合雙打 | 安迪卡·拉馬迪安斯亞 | 準決賽 |
| 2018年 | 馬來西亞羽毛球國際系列賽   | 國際系列賽 | 混合雙打 | 安迪卡·拉馬迪安斯亞 | 冠軍   |
| 2019年 | 馬來西亞羽毛球國際系列賽   | 國際系列賽 | 混合雙打 | 安迪卡·拉馬迪安斯亞 | 亞軍   |

| 2007-2017年 | 首要超級賽 | 超級賽 | 黃金大獎賽 | 大獎賽 | 國際挑戰賽 | 國際系列賽 | 未來系列賽 | 其他 |

| 2018-2026年 | 總決賽 | 超級1000賽 | 超級750賽 | 超級500賽 | 超級300賽 | 超級100賽 | 國際挑戰賽 | 國際系列賽 | 未來系列賽 | 其他 |